# Tristán Ulloa
Tristán Ulloa (ur. 6 maja 1970 w Orleanie) – hiszpański aktor, reżyser, scenarzysta i producent filmowy.

## Życiorys
Jest jednym z dwóch synów Hiszpanki i Francuza. W 1997 roku wystąpił po raz pierwszy na dużym ekranie w dwóch obrazach: Wspomnienia upadłego anioła (Memorias del ángel caído) i Otwórz oczy (Abre los ojos) jako kelner u boku Penélope Cruz. Był trzykrotnie nominowany do nagrody Goya; jako Javi w dramacie Mensaka (1998), za podwójną rolę Carlosa i Antonio w melodramacie Lucia i seks (Lucía y el sexo, 2001) oraz za reżyserię dramatu Pudor (2007; razem ze swym bratem, Davidem). W adaptacji powieści Aleksandra Dumasa D’Artagnan i trzej muszkieterowie (D’Artagnan et les trois mousquetaires, 2005) z udziałem Vincenta Elbaza, Tchéky Karyo i Emmanuelle Béart wcielił się w postać Ludwika XIII.

## Filmografia
- 1997: Otwórz oczy jako kelner
- 1999: Bezimienni jako Quiroga
- 2001: Lucia i seks jako Lorenzo
- 2006: Salvador jako Oriol Arau
- 2010: Do diabła z brzydalami jako Abel
- 2013–2014: Krawcowa z Madrytu jako Juan Luis Beigbeder
- 2017: Crash Test Aglaé[1] jako Clovis
- 2017–2018: Przekręt jako Mayor Ortega
- 2018: Kokainowe wybrzeże jako Sargento Darío Castro
- 2019: Terminator: Mroczne przeznaczenie jako Felipe Gandal
- od 2020 Warrior Nun jako ojciec Vincent[1]
- 2023: Berlin jako Damián